# Jarl Öhman
Jarl Öhman, ps. Lali (ur. 14 listopada 1891 w Helsinkach, zm. 20 stycznia 1936 w Kokkoli) – fiński piłkarz grający na pozycji napastnika i trener piłkarski.

## Kariera klubowa
W czasie kariery reprezentował klub Helsingfors IFK, w którym grał przez niespełna 15 lat.

## Kariera reprezentacyjna
W reprezentacji Finlandii rozegrał w latach 1911–1922 12 meczów i strzelił 9 goli. Wraz z nią wystartował na igrzyskach olimpijskich w 1912, na których rozegrał 4 spotkania, a Finowie zajęli 4. miejsce.
Lista meczów w reprezentacji:
| #   | Data                 | Miejsce   | Przeciwnik      | Wynik | Gole                              | Rozgrywki       |
| --- | -------------------- | --------- | --------------- | ----- | --------------------------------- | --------------- |
| 1.  | 22 października 1911 | Helsinki  | Szwecja         | 2:5   |                                   | mecz towarzyski |
| 2.  | 27 czerwca 1912      | Solna     | Szwecja         | 1:7   |                                   | mecz towarzyski |
| 3.  | 29 czerwca 1912      | Traneberg | Włochy          | 3:2   | Gol                               | IO 1912         |
| 4.  | 30 czerwca 1912      | Traneberg | Rosja           | 2:1   | Gol                               | IO 1912         |
| 5.  | 2 lipca 1912         | Sztokholm | Wielka Brytania | 0:4   |                                   | IO 1912         |
| 6.  | 4 lipca 1912         | Solna     | Holandia        | 0:9   |                                   | IO 1912         |
| 7.  | 29 maja 1919         | Sztokholm | Szwecja         | 0:1   |                                   | mecz towarzyski |
| 8.  | 30 maja 1920         | Sztokholm | Szwecja         | 0:4   |                                   | mecz towarzyski |
| 9.  | 19 września 1920     | Helsinki  | Szwecja         | 1:0   | Gol                               | mecz towarzyski |
| 10. | 13 lipca 1922        | Helsinki  | Węgry           | 1:5   |                                   | mecz towarzyski |
| 11. | 11 sierpnia 1922     | Helsinki  | Estonia         | 10:2  | Gol · Gol · Gol · Gol · Gol · Gol | mecz towarzyski |
| 12. | 26 sierpnia 1922     | Helsinki  | Norwegia        | 1:3   |                                   | mecz towarzyski |

## Kariera trenerska
W 1922 był selekcjonerem fińskiej kadry, którą prowadził w 4 meczach. Był pierwszym trenerem reprezentacji Finlandii w historii.

## Kariera działacza
W latach 1912–1915 pełnił funkcję sekretarza i skarbnika fińskiego związku piłkarskiego. Był jednym ze współzałożycieli Gamlakarleby Bollklubb w 1924 i został jego pierwszym prezesem oraz grającym trenerem. Opuścił ten klub w sierpniu 1925, jednakże w 1928 do niego wrócił.